# Българско централно благотворително общество
Българското централно благотворително общество (БЦБО) е организация на български емигранти в Румъния.
Създадена е в Букурещ на 10 юли 1876 г. и е продължение на Българското човеколюбиво настоятелство. Голяма роля за създаването му изиграва Владимир Йонин, който е бил пратеник на Славянските благотворителни комитети. Ръководството на обществото включва Киряк Цанков, Олимпи Панов, Иван Вазов, Петър Енчев и други. След общото събрание от 18-22 ноември 1876 обществото се обявява за създаване на независима българска държава с монархическа форма на управление. Обществото подпомага дейно пострадалите българи при Априлското въстание, както и набира доброволци за Сръбско-турската война от 1876 г. Използва вестника на Христо Ботев „Нова България“ с цел привличане на европейското внимание към проблемите на българите. 
В „Политическа програма“ на БЦБО, изработена на Български народен събор в края на 1876 г. и изпратена на Цариградската посланическа конференция, се подчертава, че трябва да се възобнови българската държава. Изрично се споменава: „Българската държава ще се управлява самостоятелно и независимо по една Конституция, изработена от едно законодателно тяло, избрано от народа.“ В следващите два члена се доуточнява, че „всичките клонове на управлението ще се съставят особени закони по духа на устава и съобразно с нуждите на народа“, „всичките иностранни народности, размесени между българския народ, ще се радват с него на същите политически и граждански правдини“.
След обявяването на Руско-турската война от 1877 – 1878, то обявява прекратяването на своята дейност.